# 孙淑义
孙淑义（1945年11月—），男，汉族，山东商河人，中华人民共和国政治人物。

## 生平
早年供职于商河县城，1971年1月加入中国共产党。1976年6月，升任德州地委副书记。1978年8月，任共青团山东省委副书记兼山东省团校校长。1985年9月，任中共枣庄市委副书记。1987年12月，任枣庄市委书记。
1993年3月，48岁的孙淑义任中共山东省委常委、政法委书记，晋升副部级。1995年5月，任中共济南市委书记。2000年12月，升任中共山东省委副书记。2004年1月，任山东省政协主席、党组书记，晋升正部级。2009年全国两会期间，有记者向孙淑义提問看待官员财产公示制度，孫淑義一開始表示对这个问题没有研究。在记者的追问下，孫淑義反问记者：“为什么不公布老百姓的财产？那些企业老板的利润为什么不向工人公布？"2009年12月17日，64岁的孙淑义因为牵扯到济正非法集资案与段义和济南轿车爆炸案而被免职。